# Liste der Brücken über die Murg (Thur)
Die Liste der Brücken über die Murg enthält die Brücken der Murg von der Quelle im Hörnligebiet oberhalb Mühlrüti bis zur Mündung unterhalb der Rohrerbrücke bei Frauenfeld in die Thur.

## Brückenliste
86 Übergänge überspannen den Fluss: 46 Strassen- und Feldwegbrücken, 34 Fussgängerbrücken, drei Wehrstege, zwei Eisenbahnbrücken und eine Gebäude-«Brücke».

### Oberes Murgtal
36 Brücken überspannen den Fluss im oberen Abschnitt der Murg.
| Bild | Name                                        | Ort                  | Lage | Funktion                                                                               | Konstruktion             | Material | Länge in m | Höhe m ü. M. | Bemerkungen |
| ---- | ------------------------------------------- | -------------------- | ---- | -------------------------------------------------------------------------------------- | ------------------------ | -------- | ---------- | ------------ | --- |
|      | Unbenannte Brücke                           | Mühlrüti             |      | Feldwegbrücke                                                                          | Balkenbrücke             | Holz     | 8          | 752          | |
|      | Unbenannte Brücke                           | Mühlrüti             |      | Feldwegbrücke                                                                          | Balkenbrücke             | Beton    | 10         | 744          | Brücke ohne Geländer |
|      | Tobel-Brücke                                | Mühlrüti             |      | Strassenbrücke (einspurig)                                                             | Bachdurchlass            | Beton    | 12         | 743          | Brücke ohne Geländer Wanderweg |
|      | Bruederwaldstrasse-Brücke                   | Mühlrüti – Gähwil    |      | Feldwegbrücke                                                                          | Balkenbrücke             | Beton    | 10         | 707          | Brücke ohne Geländer |
|      | Unbenannte Brücke                           | Au – Gähwil          |      | Strassenbrücke (einspurig)                                                             | Balkenbrücke             | Beton    | 10         | 669          | Brücke mit Holzgeländer Fahrverbot für Motorwagen, Motorräder und Motorfahrräder: Ausgenommen Berechtigte Interkantonale Brücke (Kantonsgrenze Thurgau – St. Gallen) |
|      | Murgstrasse-Brücke                          | Fischingen – Gähwil  |      | Strassenbrücke (zweispurig) 40                                                         | Balkenbrücke             | Beton    | 25         | 655          | Höchstgeschwindigkeit 80 km/h Wanderweg Interkantonale Brücke (Kantonsgrenze Thurgau – St. Gallen) |
|      | Murgstrasse-Brücke                          | Fischingen – Gähwil  |      | Strassenbrücke (zweispurig) 40                                                         | Balkenbrücke             | Beton    | 30         | 634          | Gebaut 2006, ersetzte über 120 Jahre alte Hochbrücke Höchstgeschwindigkeit 80 km/h Wanderweg Interkantonale Brücke (Kantonsgrenze Thurgau – St. Gallen) |
|      | Unbenannte Brücke                           | Fischingen           |      | Feldwegbrücke                                                                          | Balkenbrücke             | Beton    | 10         | 628          | Brücke ohne Geländer |
|      | Hauptstrasse-Brücke                         | Fischingen           |      | Strassenbrücke (zweispurig) mit Trottoir 45                                            | Balkenbrücke             | Beton    | 20         | 621          | Höchstgeschwindigkeit 80 km/h Veloland-Route 41 Pilger-Route (Etappe 2 Fischingen–Meilen) Wanderland-Route 4 ViaJacobi (Etappe 23 Fischingen–Rapperswil (SG)) und Route 906 Thurgauer Tannzapfenweg (Fischingen–Fischingen)                                                   |
|      | Rudlenstrasse-Brücke                        | Fischingen           |      | Strassenbrücke (zweispurig)                                                            | Balkenbrücke             | Beton    | 12         | 611          | Höchstgeschwindigkeit 50 km/h Wanderland-Route 906 Thurgauer Tannzapfenweg (Fischingen–Fischingen) und Route 907 Thurgauer Rundwanderweg (Bichelsee–Fischingen) |
|      | Grütstrasse-Brücke                          | Fischingen           |      | Strassenbrücke (zweispurig)                                                            | Balkenbrücke             | Beton    | 15         | 609          | Höchstgeschwindigkeit 50 km/h |
|      | Hauptstrasse-Brücke                         | Fischingen           |      | Strassenbrücke (zweispurig) mit Trottoirs 468.1                                        | Balkenbrücke Bogenbrücke | Beton    | 15         | 604          | Unter der Brückenplatte befindet sich ein Tuffsteinbogen der Murgbrücke aus der ersten Hälfte des 19. Jahrhunderts Höchstgeschwindigkeit 50 km/h BOS-Buslinie 734 (Wil SG – Sirnach – Dussnang – Fischingen) Veloland-Route 41 Pilger-Route (Etappe 1 Kreuzlingen–Fischingen) |
|      | Unbenannter Steg                            | Oberwangen           |      | Fussgängerbrücke                                                                       | Balkenbrücke             | Stahl    | 10         | 593          | Übergang ist nicht behindertengerecht (Treppen). TKB-Waldlehrpfad Wanderweg |
|      | Unbenannter Steg                            | Oberwangen           |      | Fussgängerbrücke                                                                       | Balkenbrücke             | Stahl    | 10         | 588          | TKB-Waldlehrpfad Wanderweg |
|      | Dorfstrasse-Brücke                          | Oberwangen           |      | Strassenbrücke (zweispurig) mit Trottoir                                               | Balkenbrücke             | Beton    | 18         | 581          | Von der Murgbrücke, welche wohl im Zusammenhang mit den Strassenneubauten in der ersten Hälfte des 19. Jahrhunderts entstand, sind noch die beiden Widerlager aus Tuffsteinblöcken erhalten Höchstgeschwindigkeit 50 km/h                                                     |
|      | Fischingerstrasse-Brücke                    | Oberwangen           |      | Strassenbrücke (zweispurig) 468.1                                                      | Balkenbrücke             | Beton    | 18         | 568          | Höchstgeschwindigkeit 80 km/h BOS-Buslinie 734 (Wil SG – Sirnach – Dussnang – Fischingen) |
|      | Unbenannte Brücke                           | Oberwangen           |      | Feldwegbrücke                                                                          | Balkenbrücke             | Beton    | 18         | 566          | Privat: Betreten auf eigene Gefahr |
|      | Unbenannte Brücke                           | Wiezikon             |      | Feldwegbrücke                                                                          | Balkenbrücke             | Beton    | 14         | 558          | Wanderweg |
|      | Unbenannte Brücke                           | Wiezikon             |      | Feldwegbrücke                                                                          | Balkenbrücke             | Beton    | 12         | 555          | Fahrverbot für Motorwagen, Motorräder und Motorfahrräder: Ausgenommen Berechtigte Wanderland-Route 4 ViaJacobi (Etappe 22 Märstetten–Fischingen) |
|      | Horbenstrasse-Brücke                        | Wiezikon             |      | Strassenbrücke (zweispurig)                                                            | Balkenbrücke             | Beton    | 18         | 548          | Höchstgeschwindigkeit 80 km/h Wanderland-Route 4 ViaJacobi (Etappe 22 Märstetten–Fischingen) |
|      | Sirnacher Pilgersteg                        | Wiezikon             |      | Fussgängerbrücke                                                                       | Balkenbrücke             | Holz     | 20         | 546          | Gestiftet und gebaut 2004 vom Rotary Club Wil Wanderland-Route 4 ViaJacobi (Etappe 22 Märstetten–Fischingen) Übergang ist nicht behindertengerecht (Treppe). |
|      | Unbenannte Brücke                           | Wiezikon             |      | Fussgängerbrücke                                                                       | Balkenbrücke             | Beton    | 15         | 539          | |
|      | SBB-Brücke                                  | Sirnach              |      | Eisenbahnbrücke (zweigleisig)                                                          | Bogenbrücke              | Stein    | 40         | 536          | Höchstgeschwindigkeit 140 km/h Bahnstrecke St. Gallen–Winterthur |
|      | Büfelderstrasse-Brücke                      | Sirnach              |      | Strassenbrücke (einspurig) mit separiertem Trottoir                                    | Balkenbrücke             | Beton    | 25         | 535          | Fahrtrichtung Büfelden: Verengung rechts Fahrtrichtung Sirnach: Dem Gegenverkehr Vortritt lassen, Verengung links Höchstgeschwindigkeit 30 km/h Veloland-Route 5 Mittelland-Route (Etappe 2 Wil (SG)–Kloten) Skatingland-Route 901 Country Skate (Frauenfeld–Turbenthal)      |
|      | Unbenannte Brücke                           | Sirnach              |      | Fussgängerbrücke                                                                       | Balkenbrücke             | Holz     | 20         | 531          | |
|      | Lindenstrasse-Brücke                        | Sirnach              |      | Strassenbrücke (zweispurig) mit Trottoir                                               | Balkenbrücke             | Beton    | 20         | 527          | Höchstgeschwindigkeit 30 km/h |
|      | Murgbrücke im Kett (Winterthurerstrasse)    | Sirnach              |      | Strassenbrücke (zweispurig) mit Trottoir 468                                           | Balkenbrücke             | Beton    | 40         | 526          | Gebaut 2007 Höchstgeschwindigkeit 50 km/h BOS-Buslinie 735 (Wil SG – Sirnach – Eschlikon-Bichelsee) |
|      | Kettsteg                                    | Sirnach              |      | Fussgängerbrücke                                                                       | Balkenbrücke             | Holz     | 15         | 524          | |
|      | Ebnet-Brücke                                | Sirnach              |      | Strassenbrücke (zweispurig) mit Trottoir                                               | Balkenbrücke             | Beton    | 25         | 522          | Gebaut 1980er Jahre, saniert 2016/17 |
|      | Murgbrücke Sirnach–Münchwilen (Autobahn A1) | Sirnach              |      | Autobahnbrücke (vierspurig) mit Ein- und Ausfahrtsspur Anschlussstelle «76 Münchwilen» | Hohlkastenbrücke         | Beton    | 60         | 516          | Höchstgeschwindigkeit 120 km/h |
|      | Unbenannte Brücke                           | Münchwilen – Sirnach |      | Fussgänger- und Velobrücke                                                             | Balkenbrücke             | Beton    | 15         | 516          | Brücke mit Holzsteg Fahrverbot für Motorwagen, Motorräder und Motorfahrräder Verbot für Tiere (Pferd) |
|      | Murgbrücke Im Eigen                         | Münchwilen           |      | Strassenbrücke (zweispurig) mit Trottoirs                                              | Balkenbrücke             | Beton    | 25         | 510          | Brückenplatte ersetzt 2020 Höchstgeschwindigkeit 30 km/h |
|      | Münchwiler-Brücke (Frauenfelderstrasse)     | Münchwilen           |      | Strassenbrücke (zweispurig) mit Trottoirs und FWB-Bahngeleise                          | Bogenbrücke              | Stein    | 25         | 508          | Gebaut nach etwa 1846 Höchstgeschwindigkeit 50 km/h BOS-Buslinie 736 (St. Margarethen TG – Sirnach – Eschlikon TG – Balterswil – Wallenwil) Bahnstrecke Frauenfeld-Wil |
|      | Unbenannte Brücke                           | Münchwilen           |      | Fussgänger- und Velobrücke mit einbetonierten Werkleitungen                            | Balkenbrücke             | Beton    | 12         | 506          | |
|      | Metzikonerstrasse-Brücke                    | Münchwilen           |      | Strassenbrücke (zweispurig) mit Trottoir                                               | Balkenbrücke             | Beton    | 15         | 499          | Höchstgeschwindigkeit 50 km/h Wanderland-Route 4 ViaJacobi (Etappe 22 Märstetten–Fischingen) |
|      | Unbenannte Brücke                           | Münchwilen           |      | Fussgängerbrücke                                                                       | Balkenbrücke             | Stahl    | 25         | 495          | Brücke mit Holzsteg Allgemeines Fahrverbot |

### Unteres Murgtal
14 Brücken überspannen den Fluss im unteren Abschnitt der Murg.
| Bild | Name                                   | Ort       | Lage | Funktion                                                     | Konstruktion | Material | Länge in m | Höhe m ü. M. | Bemerkungen |
| ---- | -------------------------------------- | --------- | ---- | ------------------------------------------------------------ | ------------ | -------- | ---------- | ------------ | --- |
|      | Unbenannte Brücke                      | Wängi     |      | Fussgängerbrücke                                             | Balkenbrücke | Stahl    | 20         | 488          | |
|      | Rosentalerbrücke (Rosenbergstrasse)    | Wängi     |      | Strassenbrücke (zweispurig) mit Trottoir                     | Balkenbrücke | Beton    | 20         | 484          | Gebaut 1999 Höchstgeschwindigkeit 50 km/h Veloland-Route 41 Pilger-Route (Etappe 1 Kreuzlingen–Fischingen) Wanderweg            |
|      | Wilerstrasse-Brücke                    | Wängi     |      | Strassenbrücke (zweispurig) mit Trottoir und FWB-Bahngeleise | Balkenbrücke | Beton    | 35         | 477          | Höchstgeschwindigkeit 80 km/h Bahnstrecke Frauenfeld-Wil                                                                        |
|      | Messstation-Steg                       | Wängi     |      | Fussgängerbrücke mit abschliessbarem Tor                     | Balkenbrücke | Stahl    | 10         | 466          | Private Brücke Die hydrometrische Messstation Murg – Wängi (2126) vom Bundesamt für Umwelt (BAFU) befindet sich bei der Brücke. |
|      | Aadorferstrasse-Brücke                 | Wängi     |      | Strassenbrücke (zweispurig) mit Trottoirs                    | Balkenbrücke | Beton    | 20         | 466          | Höchstgeschwindigkeit 50 km/h Wanderweg                                                                                         |
|      | Heiterschenbrücke                      | Wängi     |      | Strassenbrücke (zweispurig) mit Trottoir                     | Balkenbrücke | Beton    | 20         | 461          | Saniert 2020 Höchstgeschwindigkeit 50 km/h                                                                                      |
|      | Unbenannte Brücke                      | Wängi     |      | Fussgängerbrücke                                             | Balkenbrücke | Stahl    | 15         | 460          | Verbot für Tiere (Pferd) |
|      | Unbenannte Brücke                      | Wängi     |      | Fussgängerbrücke                                             | Balkenbrücke | Stahl    | 20         | 455          | Verbot für Tiere (Pferd) Wanderweg                                                                                              |
|      | Unbenannte Brücke                      | Wängi     |      | Feldwegbrücke mit Rohrleitungen                              | Balkenbrücke | Stahl    | 22         | 453          | Brücke mit Holzsteg Wanderweg                                                                                                   |
|      | Murgbrücke Alp                         | Matzingen |      | Strassenbrücke (zweispurig) mit Trottoirs 466.1              | Balkenbrücke | Beton    | 30         | 451          | Gebaut 2009, ersetzte Brücke von 1965 Höchstgeschwindigkeit 80 km/h                                                             |
|      | Spinnere-Steg                          | Matzingen |      | Fussgänger- und Velobrücke                                   | Balkenbrücke | Holz     | 35         | 449          | Gebaut 2000 |
|      | Unbenannter Steg                       | Matzingen |      | Wehrbrücke mit Treppe                                        | Balkenbrücke | Holz     | 20         | 449          | Private Werkbrücke des Kraftwerks Mühle Matzingen, saniert 2020. Zutritt für Unberechtigte verboten!                            |
|      | Murgbrücke Matzingen (Aadorferstrasse) | Matzingen |      | Strassenbrücke (zweispurig) mit Trottoirs 26                 | Balkenbrücke | Beton    | 25         | 442          | Wanderweg |
|      | Unbenannte Brücke                      | Matzingen |      | Fussgängerbrücke                                             | Balkenbrücke | Stahl    | 30         | 435          | Wanderweg |

### Stadt Frauenfeld
27 Brücken überspannen den Fluss in Frauenfeld. Frauenfelds Stadtfluss durchwindet das Gemeindegebiet wie ein Aal.
| Bild | Name                                         | Ort        | Lage | Funktion                                              | Konstruktion     | Material    | Länge in m | Höhe m ü. M. | Bemerkungen |
| ---- | -------------------------------------------- | ---------- | ---- | ----------------------------------------------------- | ---------------- | ----------- | ---------- | ------------ | --- |
|      | Unbenannter Steg (über Murgkanal)            | Frauenfeld |      | Wehrbrücke                                            | Balkenbrücke     | Stahl       | 8          | 434          | Private Brücke Das Flusskraftwerk Murkart wurde 2008 nach einem Brand total saniert. |
|      | Unbenannte Brücke                            | Frauenfeld |      | Feldwegbrücke                                         | Fachwerkbrücke   | Stahl       | 30         | 426          | Brücke mit Eichenholzfahrbahnbelag, gebaut 1879, renoviert 1979 Fahrverbot für Motorwagen, Motorräder und Motorfahrräder: Ausgenommen Forstwirtschaft Höchstgewicht 3,5 t Planetenweg Frauenfeld Wanderweg |
|      | Äulisteg                                     | Frauenfeld |      | Fussgängerbrücke                                      | Balkenbrücke     | Holz        | 35         | 421          | Gebaut 1982 Übergang ist nicht behindertengerecht (Treppe). |
|      | Aumühlebrücke                                | Frauenfeld |      | Strassenbrücke (zweispurig) mit Trottoirs 18          | Balkenbrücke     | Beton       | 40         | 415          | Gebaut 1927, renoviert 1997–1999, Ersatzneubau geplant PostAuto-Buslinie 834 (Frauenfeld – Aadorf – Ettenhausen) Planetenweg Frauenfeld Wanderweg |
|      | Brücke am Hundsrücken                        | Frauenfeld |      | Feldwegbrücke                                         | Balkenbrücke     | Beton       | 25         | 414          | Gebaut 1978 Fahrverbot für Motorwagen, Motorräder und Motorfahrräder: Land.- und Forstw. Verkehr gestattet Höchstgewicht 5 t Planetenweg Frauenfeld Wanderweg |
|      | Espisteg                                     | Frauenfeld |      | Fussgängerbrücke                                      | Balkenbrücke     | Stahl       | 30         | 410          | Brücke mit Holzsteg, gebaut 1985 Verbot für Tiere (Pferd) Planetenweg Frauenfeld Wanderweg |
|      | Königswuhr-Steg                              | Frauenfeld |      | Fussgängerbrücke                                      | Fachwerkbrücke   | Stahl       | 30         | 410          | Planetenweg Frauenfeld Wanderweg |
|      | Badsteg                                      | Frauenfeld |      | Fussgängerbrücke                                      | Stabbogenbrücke  | Stahl       | 30         | 403          | Brücke mit Holzsteg, gebaut 1860 und hierher versetzt 1920 Fussweg Am Metallgeländer hängen Liebesschlösser. |
|      | Talackerstrasse-Brücke                       | Frauenfeld |      | Velo- und Fussgängerbrücke                            | Fachwerkbrücke   | Stahl       | 35         | 403          | Gebaut 1989 Veloweg: Fussgänger gestattet Höchstgewicht 4 t Brücke dient im Notfall auch der Feuerwehr |
|      | Unbenannter Steg                             | Frauenfeld |      | Fussgängerbrücke                                      | Balkenbrücke     | Stahl       | 25         | 403          | Übergang verbindet den Parkplatz mit der Schlossbadi Frauenfeld. |
|      | Klösterlisteg                                | Frauenfeld |      | Fussgängerbrücke                                      | Balkenbrücke     | Stahl       | 30         | 401          | Gebaut 2010 Allgemeines Fahrverbot Wanderweg |
|      | Schlossparkbrücke                            | Frauenfeld |      | Strassenbrücke (zweispurig)                           | Bogenbrücke      | Stahl       | 25         | 401          | Gebaut 1997 |
|      | Schlossmühlesteg                             | Frauenfeld |      | Fussgänger- und Velobrücke                            | Balkenbrücke     | Holz        | 20         | 400          | Brücke aus Lärchenholz, gebaut 2003 zum Jubiläum «200 Jahre Kanton Thurgau – 200 Jahre Kantonshauptstadt Frauenfeld», renoviert 2013/14 |
|      | Schlossbrücke (Zürcherstrasse)               | Frauenfeld |      | Strassenbrücke (zweispurig) mit Trottoirs             | Bogenbrücke      | Stein       | 30         | 400          | Die erst 1828 neugebaute Holzbrücke wurde schon 1839–1840 durch eine steinerne einbogige Brücke ersetzt, die 1962 verbreitert wurde. SBF-Buslinien 2 (Egelsee – Sandbüel – Frauenfeld Bahnhof – Flurhof), 3 (Oberwiesen – Frauenfeld Bahnhof – Plättli Zoo), 5 (Walzmühle – Frauenfeld Bahnhof – Langfeldkreisel – Im Alexander), 22 (Frauenfeld Bahnhof – Sandbüel) und 31 (Frauenfeld Bahnhof – Oberwiesen – Sonnmatt – Bahnhof) PostAuto-Buslinie 836 (Frauenfeld – Gachnang – Islikon) |
|      | Murgbrugg-Steg                               | Frauenfeld |      | Fussgängerbrücke                                      | Fachwerkbrücke   | Stahl       | 20         | 400          | Die eiserne Gitterbrücke wurde um 1865 erstellt. |
|      | Balieresteg                                  | Frauenfeld |      | Fussgänger- und Velobrücke                            | Balkenbrücke     | Stahl       | 35         | 399          | Brücke mit Lärchenbretterfahrbahn, eröffnet 2002 Fussweg: Velos gestattet Wanderweg |
|      | Bahnhofstrasse-Brücke                        | Frauenfeld |      | Strassenbrücke (zweispurig) mit separierten Trottoirs | Balkenbrücke     | Beton       | 60         | 398          | Die Brücke wurde 1910/11 erstellt, 1924 verstärkt, 2000 ausgebaut und 2016 renoviert. Höchstgeschwindigkeit 50 km/h SBF-Buslinie 3 (Oberwiesen – Frauenfeld Bahnhof – Plättli Zoo) |
|      | Eisenbahnstrasse-Brücke                      | Frauenfeld |      | Fussgänger- und Velobrücke                            | Balkenbrücke     | Stahl       | 50         | 398          | Höchstgewicht 3,5 t Gemeinsamer Velo- und Fussweg Skatingland-Route 3 Mittelland Skate (Etappe 2 Weinfelden–Winterthur) Veloland-Route 33 Kartäuser-Fürstenland-Route (Etappe 1 Stein am Rhein–Wil SG), Route 60 Studenland-Töss-Römer-Route (Etappe 2 Bülach–Steckborn), Route 95 Thur-Route (Etappe 1 Andelfingen (Ellikon a.R.)–Bischofszell) und Route 921 Huggenberger-Route (Frauenfeld–Balterswil)                                                                                  |
|      | SBB-Brücke                                   | Frauenfeld |      | Eisenbahnbrücke (zweigleisig)                         | Balkenbrücke     | Beton       | 50         | 398          | Die Brücke wurde um 1978 erstellt. Sie ersetzte eine eiserne Gitterbrücke von etwa 1855. Höchstgeschwindigkeit 95 km/h Bahnstrecke Winterthur-Romanshorn |
|      | Kurzdorfbrücke (Rheinstrasse)                | Frauenfeld |      | Strassenbrücke (zweispurig) mit separierten Trottoirs | Bogenbrücke      | Stahl Stein | 35         | 397          | Die 1846–1848 angelegte steinerne Murgbrücke wurde nach dem Hochwasser 1876 neu gebaut und 1924 umgebaut. Höchstgeschwindigkeit 50 km/h Wanderweg |
|      | Unbenannter Steg                             | Frauenfeld |      | Fussgänger- und Velobrücke                            | Balkenbrücke     | Stahl       | 38         | 397          | Brücke mit Betonfahrbahn und Brückenbeleuchtung, gebaut 1999 Fussweg: Velos gestattet |
|      | Zeughausbrücke                               | Frauenfeld |      | Strassenbrücke (zweispurig) mit Trottoirs             | Balkenbrücke     | Beton       | 40         | 397          | Gebaut 2009/10 mit Wasserkraftwerk, ersetzte Brücke von 1938 Höchstgeschwindigkeit 50 km/h SBF-Buslinien 1 (Sonnmatt – Frauenfeld Bahnhof – Kantonsspital – Bühl) und 31 (Frauenfeld Bahnhof – Oberwiesen – Sonnmatt – Bahnhof) Wanderland-Route 24 Thurweg (Etappe 6 Weinfelden–Frauenfeld und Etappe 7 Frauenfeld–Andelfingen) und Route 910 Thurgauer Rebenweg (Oberneunforn–Frauenfeld)                                                                                                |
|      | Buebewäldli-Steg                             | Frauenfeld |      | Fussgängerbrücke                                      | Balkenbrücke     | Holz        | 35         | 392          | Gebaut 1952, erneuert und redimensioniert 1997 Verbot für Tiere (Pferd) |
|      | Murgbrücke Frauenfeld (Autobahn A7)          | Frauenfeld |      | Autobahnbrücke (vierspurig)                           | Hohlkastenbrücke | Beton       | 130        | 391          | Gebaut 1972 Höchstgeschwindigkeit 120 km/h Eine Schallschutzmauer mit anschliessendem Damm schützt die Autofahrer vor Geschützlärm aus den nahen Artilleriestellungen. |
|      | Militärbrücke                                | Frauenfeld |      | Strassenbrücke (zweispurig) mit Trottoir              | Fachwerkbrücke   | Stahl       | 30         | 390          | Gebaut 1872/73, erneuert 1965, letztmals saniert 2002 Höchstgeschwindigkeit 60 km/h Wanderland-Route 24 Thurweg (Etappe 6 Weinfelden–Frauenfeld) Die hydrometrische Messstation Murg – Frauenfeld (2386) vom Bundesamt für Umwelt (BAFU) befindet sich 65 m flussabwärts auf der linken Flussseite. |
|      | Haubitzenbrücke (Waffenplatz Frauenfeld)     | Frauenfeld |      | Strassenbrücke (zweispurig) mit separiertem Trottoir  | Balkenbrücke     | Beton       | 40         | 389          | Die für Panzer gebaute Brücke wurde 1986 eröffnet. Flussabwärts auf der rechten Seite befindet sich das national geschützte Auengebiet Hau-Äuli. |
|      | Sappeursteg (über Murg und Thur Binnenkanal) | Frauenfeld |      | Fussgängerbrücke                                      | Balkenbrücke     | Holz        | 60         | 386          | Brücke aus Lärchenholz, erstellt 1965, letztmals saniert 2015 Allgemeines Fahrverbot Verbot für Tiere (Pferd) Wanderweg Übergang ist nicht behindertengerecht (Treppe). Auf der rechten Seite befindet sich das national geschützte Auengebiet Hau-Äuli. |

### Murg-Auen-Park
Neun Flussübergänge befinden sich im Auenpark im Zentrum der Stadt Frauenfeld.
| Bild | Name                                                 | Ort        | Lage | Funktion                   | Konstruktion  | Material | Länge in m | Höhe m ü. M. | Bemerkungen |
| ---- | ---------------------------------------------------- | ---------- | ---- | -------------------------- | ------------- | -------- | ---------- | ------------ | --- |
|      | Unbenannter Übergang (über den Murg-Altlauf)         | Frauenfeld |      | Fussgängerübergang         | Furt          | Erdboden | 4          | 395          | |
|      | Schwarzpappelbrücke (über den Murg-Altlauf)          | Frauenfeld |      | Fussgänger- und Velobrücke | Balkenbrücke  | Beton    | 42         | 395          | Brücke mit Holzfahrbahn und Metallgeländer, gebaut 2015 Wanderweg |
|      | Unbenannter Übergang (über den Murg-Altlauf)         | Frauenfeld |      | Feldweg                    | Furt          | Erdboden | 4          | 395          | |
|      | Rossweiher-Brücke (über den Murg-Altlauf)            | Frauenfeld |      | Fussgänger- und Velobrücke | Balkenbrücke  | Beton    | 35         | 395          | Brücke mit Holzfahrbahn und Metallgeländer, gebaut 2015 Wanderweg |
|      | Unbenannte Brücke (über den Murg-Altlauf)            | Frauenfeld |      | Fussgänger- und Velobrücke | Balkenbrücke  | Beton    | 12         | 395          | Brücke mit Holzfahrbahn und Metallgeländer, gebaut 2015 Wanderweg |
|      | Wehrsteg Zeughausbrücke (über den Mühlewiesenkanal)  | Frauenfeld |      | Wehrbrücke                 | Balkenbrücke  | Stahl    | 10         | 395          | Gebaut 2009/10 |
|      | Kraftwerk Zeughausbrücke (über den Mühlewiesenkanal) | Frauenfeld |      | Gebäude-«Brücke»           | Bachdurchlass | Beton    | 10         | 395          | Gebaut 2009/10 |
|      | Kanalbrücke (über den Mühlewiesenkanal)              | Frauenfeld |      | Strassenbrücke (einspurig) | Balkenbrücke  | Beton    | 10         | 395          | Gebaut 2019, ersetzte sanierungsbedürftige Betonbrücke Fahrverbot für Motorwagen, Motorräder und Motorfahrräder: Anlieferung gestattet Metallpoller dient als Durchfahrtssperre. Wanderweg |
|      | Kleine Kanalbrücke (über den Mühlewiesenkanal)       | Frauenfeld |      | Fussgängerbrücke           | Balkenbrücke  | Stahl    | 10         | 395          | |